# 杉浦克己
杉浦 克己（すぎうら かつみ、1937年（昭和12年）7月1日 - 2001年（平成13年）8月7日）は、日本の経済学者。マルクス経済学専攻。元東京大学名誉教授、元帝京大学教授。

## 経歴
愛知県生まれ。安城高等学校卒業。1963年、東京大学経済学部卒業。1968年、東京大学大学院経済学研究科単位取得満期退学、法政大学経済学部助手。1969年、同講師。1970年、東京大学教養学部講師。1972年、同助教授。1984年、同教授。1998年、東京大学を定年退職、帝京大学教授。2000年、同大学経済学部経済学部経済学科長。2001年、在職中に胃がんおよび肝臓がんのため逝去。

## 学説
宇野経済学に立脚しつつ、新古典派経済学を批判。市場原理と非市場原理の統合を目指し、その構造を制度と進化の問題として捉える構想を持っていた。

## 著書
- 『コミュニケーションの共同世界――相関社会科学序説――』東京大学出版会、1993年

### 共編著
- 『世界恐慌と国際金融 大戦間恐慌史研究』侘美光彦共編　有斐閣　1982
- 『国際金融 基軸と周辺』侘美光彦共編　社会評論社　1986　マルクス経済学叢書
- 『経済のマネージァビリティ 新自由主義からの批判に耐えうるか』川上忠雄共編　法政大学出版局　1989　比較経済研究所研究シリーズ
- 『市場社会論の構想 思想・理論・実態』高橋洋児共編著　社会評論社　1995
- 『21世紀の経済社会を構想する 政治経済学の視点から』森岡孝二,八木紀一郎共編　桜井書店　2001
- 『多元的経済社会の構想』柴田德太郎,丸山真人共編著　日本評論社　2001